# Guillaume Vermeiren
Guillaume Vermeiren (geb. 20 januari 1902), ook gekend als Wilhelm, Willem, of Willy Vermeiren, was een Belgisch architect uit Vorst.
Van zijn hand zijn verschillende art-deco-gebouwen in Brussel, zoals enkele kleine appartementsgebouwen in Vorst (1933-1934) en de Résidence Vergote en La Rotonde in Sint-Lambrechts-Woluwe (1935).
In 1946 ontwierp hij de toegangspaviljoenen tot de begraafplaats van Vorst te Alsemberg. Enkele jaren later, in 1949, ontwierp hij samen met Joseph-Paul Nicaise het nieuwe gemeentehuis van Sint-Pieters-Woluwe. Het ontwerp werd echter pas in de jaren 1961 tot 1975 uitgevoerd.